# Сан Лоренцо ин Колполина (Мачерата)
Сан Лоренцо ин Колполина (итал. San Lorenzo in Colpolina) насеље је у Италији у округу Мачерата, региону Марке.
Према процени из 2011. у насељу је живело 21 становника. Насеље се налази на надморској висини од 458 м.